# 緬甸黃鯽
緬甸黃鯽（学名：Setipinna wheeleri）為輻鰭魚綱鲱形目鳀科的其中一種，分布於亞洲緬甸的淡水及半鹹水水域，體長可達18.5公分，棲息在河川、河口，能忍受鹽度變化，會進行迴游，屬肉食性，可作為食用魚。

## 擴展閱讀
維基物種上的相關：緬甸黃鯽